# نوردین بن علی
نوردین بن علی (انگلیسی: Nordine Ben Ali; ۱۹ ژوئیهٔ ۱۹۱۹ – ۱۵ مهٔ ۱۹۹۶) بازیکن فوتبال اهل فرانسه بود.
از باشگاه‌هایی که در آن بازی کرده‌است می‌توان به باشگاه فوتبال استراسبورگ، آ.اس موناکو، باشگاه فوتبال بوردو، باشگاه فوتبال لو آور، و باشگاه فوتبال لو مان اشاره کرد.